# Túpolev Tu-244
El Túpolev Tu-244 fue un proyecto de avión de pasajeros supersónico de largo alcance ruso-soviético, desarrollado por Túpolev a partir del Tu-144. El proyecto fue abandonado en 1993.

## Desarrollo
En los años 1970, Túpolev comienza a desarrollar un proyecto de avión de pasajeros supersónico de segunda generación. Se basaron en la experiencia en el desarrollo del Tu-144, el Concorde, proyectos estadounidenses de aviones supersónicos, y más tarde, del Tu-160. En 1973 Túpolev preparó un primer proyecto de avión supersónico de segunda generación con la designación de Tu-244. 
Se prepararon varios proyectos del Tu-244 con diferentes características de diseño aerodinámico, diseño del fuselaje, de propulsión y de vuelo. Su desarrollo fue durante mucho tiempo supervisado personalmente por Alexéi Túpolev. 
La información sobre el Tu-244 fue presentada en el Salón Aeronáutico de París en Le Bourget en 1993.
En 1995 se creó un laboratorio volante a partir de un Tu-144D, rebautizado como Tu-144LL "Moskva" en cooperación internacional con los Estados Unidos y financiado por los estadounidenses. Este avión fue remotorizado con motores NK-32 y equipado con aparatos de recolección de datos, y utilizado por la NASA para el desarrollo de un moderno avión de pasajeros de alta velocidad. Este programa de vuelos finalizó en 1999.
Los exigencias del siglo XXI en el ámbito de la ecología están posponiendo la creación de una aeronave de esta categoría, ya que es difícil conseguir que su explotación sea económicamente eficiente.

## Diseño
Para que el Tu-244 fuera considerado como un avión rentable, debía ser rentable económicamente, cumplir con las normas sobre impacto medioambiental, tener un mayor alcance que el Tu-144, ser confortable para los pasajeros y ser competitivo con respecto a aviones subsónicos como el Boeing 747, el Airbus A380, el Airbus A340 o el Boeing 777.
Aunque se han realizado diversas propuestas de diseño del Tu-244, he aquí algunas características:
- Cualidades aerodinámicas avanzadas para reducir el ruido
- Cabina de pasajeros que ofrezca confort
- Uso de aleación te titanio, aleación de aluminio y materiales compuestos en las alas
- Uso de cámaras para una mejor visión para los pilotos en el despegue, aterrizaje y movimientos en tierra

## Especificaciones técnicas
Fuente de los datos: Infuture.ru (en ruso)
- Tripulación: 3
- Capacidad de pasajeros: 269 (24-primera clase, 80-clase ejecutiva, 165-clase turista)[4]
- Longitud: 88.7 m
- Envergadura: 54,77 m
- Altura: 15 m
- Ancho del fuselaje: 3.9 m
- Altura del fuselaje: 4.1 m
- Superficie alar: 1200 m²
- Peso máximo al despegue: 350000 kg
- Carrera de despegue: 3000 m
- Motores: 4x Kuznetsov NK-32
- Velocidad de crucero: M 2.05
- Alcance: 9200 km
- Techo de vuelo: 18000-20000 m